# توماس دونيلون
توماس دونيلون (بالإنجليزية: Thomas E. Donilon) (و. 1955 – م) هو محام من الولايات المتحدة الأمريكية ولد في بروفيدنس، رود آيلاند.
وهو عضو في الحزب الديمقراطي الأمريكي .توماس دونيلون هو رئيس معهد بلاك روك للاستثمار وكبير المستشارين في شركة المحاماة الدولية أوميلفيني ومايرز. شغل منصب مستشار الأمن القومي للرئيس باراك أوباما

## حياته
توماس دونيلون هو رئيس معهد بلاك روك للاستثمار وكبير المستشارين في شركة المحاماة الدولية أوميلفيني ومايرز. شغل منصب مستشار الأمن القومي للرئيس باراك أوباما. وبهذه الصفة، أشرف السيد دونيلون على السياسة الخارجية للإدارة، والاستخبارات، والجهود العسكرية، وعمل كمبعوث شخصي للرئيس لعدد من قادة العالم. شغل السيد دونيلون سابقًا منصب مساعد الرئيس والنائب الرئيسي لمستشار الأمن القومي. ترأس الفترة الانتقالية بين أوباما وبايدن في وزارة الخارجية الأمريكية ومجلس الأمن القومي، وترأس التحضير لمناظرة الرئيس أوباما في حملة عام 2008. وفي عام 2016، ترأس اللجنة الرئاسية لتعزيز الأمن السيبراني الوطني. السيد دونيلون هو زميل متميز في مجلس العلاقات الخارجية، وزميل كبير غير مقيم في مركز بيلفر للعلوم والشؤون الدولية التابع لكلية كينيدي بجامعة هارفارد، وعضو في المجلس الاستشاري لمركز سياسات الطاقة العالمية بجامعة كولومبيا، وعضو من مجلس أمناء معهد بروكينجز. وهو أيضًا عضو في مجلس سياسة الدفاع. حصل السيد دونيلون على جائزة وزير الخارجية للخدمة المتميزة، ووسام الخدمة العامة المتميزة في الاستخبارات الوطنية، وسام وزارة الدفاع للخدمة العامة المتميزة، وجائزة رئيس هيئة الأركان المشتركة للخدمة المدنية المتميزة، وجائزة مدير وكالة المخابرات المركزية. . وقد عمل السيد دونيلون كمستشار لأربعة رؤساء أمريكيين منذ توليه منصبه الأول في البيت الأبيض عام 1977، حيث عمل مع الرئيس كارتر. حصل السيد دونيلون على شهادته الجامعية من الجامعة الكاثوليكية ودرجة البكالوريوس في القانون من جامعة فيرجينيا. يعيش في واشنطن العاصمة مع زوجته السفيرة كاثي راسل. تعمل السيدة راسل حاليًا كمديرة تنفيذية لليونيسف. وهو عضو في مجموعة استراتيجية آسبن 1

## روابط خارجية
- توماس دونيلون على موقع مونزينجر (الألمانية)
- توماس دونيلون على موقع إن إن دي بي (الإنجليزية)